# Leidos
Leidos, anciennement Science Applications International Corporation (SAIC), est une société militaire privée américaine.
La SAIC est réputée pour avoir de nombreuses connexions avec le département de la Défense des États-Unis, ce qui en fait un partenaire privilégié. Le Pentagone se trouve même à quelques rues du bâtiment principal de l'entreprise.
Beaucoup d'anciens militaires haut-gradés du Pentagone sont passés par la SAIC ou y finiront leur carrière[réf. nécessaire].
Leidos se classait en 2023 au seizième rang mondial pour la production d'armement.

## Historique
Elle a été fondée en 1969 par Dr J. Robert « Bob » Beyster à La Jolla en Californie avec des physiciens venus de General Atomics dont Gerald Pomraning. Elle est détenue essentiellement par les salariés selon les volontés du fondateur.
En septembre 2013, SAIC scinde ses activités de deux nouvelles entités, la plus petite de deux, spécialisée dans le conseil pour les gouvernements, garde pour nom Science Applications International Corporation, quand la plus grande, davantage spécialisée dans les aspects techniques des services pour les gouvernements, est renommée Leidos.
En mars 2015, SAIC acquiert Scitor Corp, une entreprise aux activités similaires, pour 790 millions de dollars.
En janvier 2016, Lockheed Martin annonce la fusion de ses activités dans les systèmes informatiques pour les gouvernements avec Leidos, en échange de 1,8 milliard de dollars.